# Bols

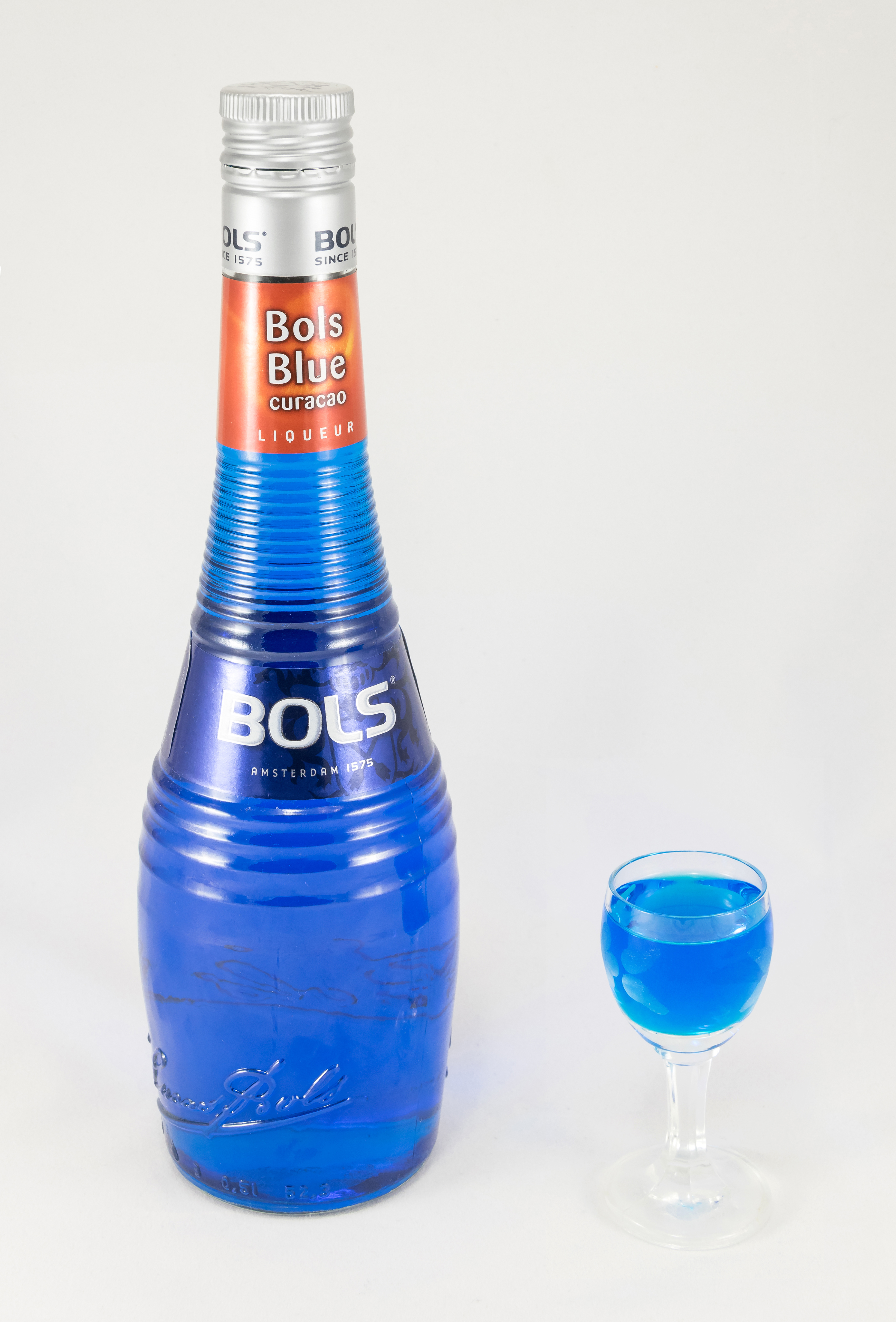
Likier blue curaçao marki Bols

Bols – holenderska marka wódki, produkowanej w Polsce od 1994 roku. Przechodzi czterokrotną destylację i filtrację węglowo-miedziową.
Na butelce znajduje się herb z rokiem 1575, w którym rozpoczęto produkcję alkoholi sygnowanych marką Bols. Ma kilka odmian smakowych (cytrynową, cynamonową, waniliową i żurawinową).
W latach 90. była promowana w kampanii promocyjnej „Łódka Bols”. Od 2022 roku jej właścicielem jest Maspex.